# Héctor Zelaya
Héctor Ramón Zelaya Rivera (n. Trinidad, Santa Bárbara, Honduras; 12 de agosto de 1957) es un exfutbolista Hondureño.

## Biografía
Héctor Ramón Zelaya también conocido como Pecho de Águila se consagró en la historia del fútbol hondureño al marcar el primer gol de Honduras en un mundial, (España 1982).
La corta carrera futbolística de Zelaya, comenzó en 1972 cuando se convirtió en ese entonces, en uno de los jugadores más jóvenes (15 años) en debutar en el torneo de Liga Nacional.
Con el Club Deportivo Motagua 'Pecho de Águila' ganó los torneos de 1973-74 y 1978-79. En la final de este último, el Motagua venció al Real Club Deportivo España por 1-0 en Tegucigalpa y luego por 4-1 en San Pedro Sula.
Casi inmediatamente después de su debut Héctor Zelaya, fue convocado por Rodolfo “Popo” Godoy , junto a Gilberto Yearwood, Porfirio Betancourt entre otros, a formar parte de la selección juvenil que participó en Puerto Rico, rumbo al primer mundial juvenil de Túnez 1977. 
En ese torneo Honduras fue uno de los dos equipos clasificados junto a México. En Túnez “Pecho de Águila” fue partícipe de una prometedora selección hondureña, que terminó segunda de su grupo; luego de derrotar a Marruecos y a Hungría, perdiendo su clasificación a la segunda ronda, a manos de Uruguay.
Después de participar en Túnez, Zelaya fue convocado por el entrenador José de la Paz Herrera; a formar parte de la selección, que participara en las eliminatorias (1981) y en el mundial de España 1982. 
Una vez terminada su participación mundialista, "Pecho de Águila" Zelaya pasó a formar parte del Deportivo La Coruña, pero una vieja lesión que venía arrastrando desde 1980, le impidió llegar a rendir lo esperado en el club español. 
Después de varias fisioterapias en tierras españolas, Zelaya finalmente se dio cuenta de que nunca llegaría a recuperarse; por lo que decidió volver a Honduras y retirase del fútbol definitivamente a la joven edad de 24 años. 
El último partido fútbol Héctor Zelaya lo realizó jugando para su querido Club Motagua en la victoria de este por 1-0 ante el Club Deportivo de la Universidad.

## Selección nacional
Ha sido internacional con la selección de fútbol de Honduras.

### Participaciones en Copas del Mundo
| Mundial                        | Sede        | Resultado    |
| ------------------------------ | ----------- | ------------ |
| Copa Mundial de Fútbol         | España 1982 | Primera fase |
| Copa Mundial Juvenil de Fútbol | Túnez 1977  | Primera fase |

## Clubes
| Club                   | País     | Año       |
| ---------------------- | -------- | --------- |
| Club Deportivo Motagua | Honduras | 1975-1982 |

## Palmarés

### Títulos nacionales
| Título        | Equipo  | País     | Año     |
| ------------- | ------- | -------- | ------- |
| Liga Nacional | Motagua | Honduras | 1973-74 |
| Liga Nacional | Motagua | Honduras | 1978-79 |

### Títulos internacionales
| Título                                | Equipo   | Sede     | Año  |
| ------------------------------------- | -------- | -------- | ---- |
| Campeonato de Naciones de la Concacaf | Honduras | Honduras | 1981 |